# Heliga Anna av Novgorods ortodoxa församling
Heliga Anna av Novgorods ortodoxa församling, är en svenskspråkig ortodox kyrkoförsamling i Stockholm och Södertälje, tillhörande Georgiens patriarkat. I Stockholm så firar församlingen sina gudstjänster i Petruskyrkan i Danderyd.
Heliga Anna ortodoxa församling grundades som en svenskspråkig gemenskap den 2-3 november 1968 i Vadstena, på initiativ av en liten grupp troende om nio personer med målet att bilda en svenskspråkig ortodoxi för ortodoxa kristna i Sverige.
Församlingen har sitt namn efter Heliga Anna av Novgorod, en dotter till Olof Skötkonung som vördas som helgon i den rysk-ortodoxa kyrkan.